# Iglesia de Nuestra Señora de Guadalupe (Teguise)
La Iglesia de Nuestra Señora de Guadalupe es un edificio religioso en Teguise, isla de Lanzarote, Islas Canarias, España.

## Historia

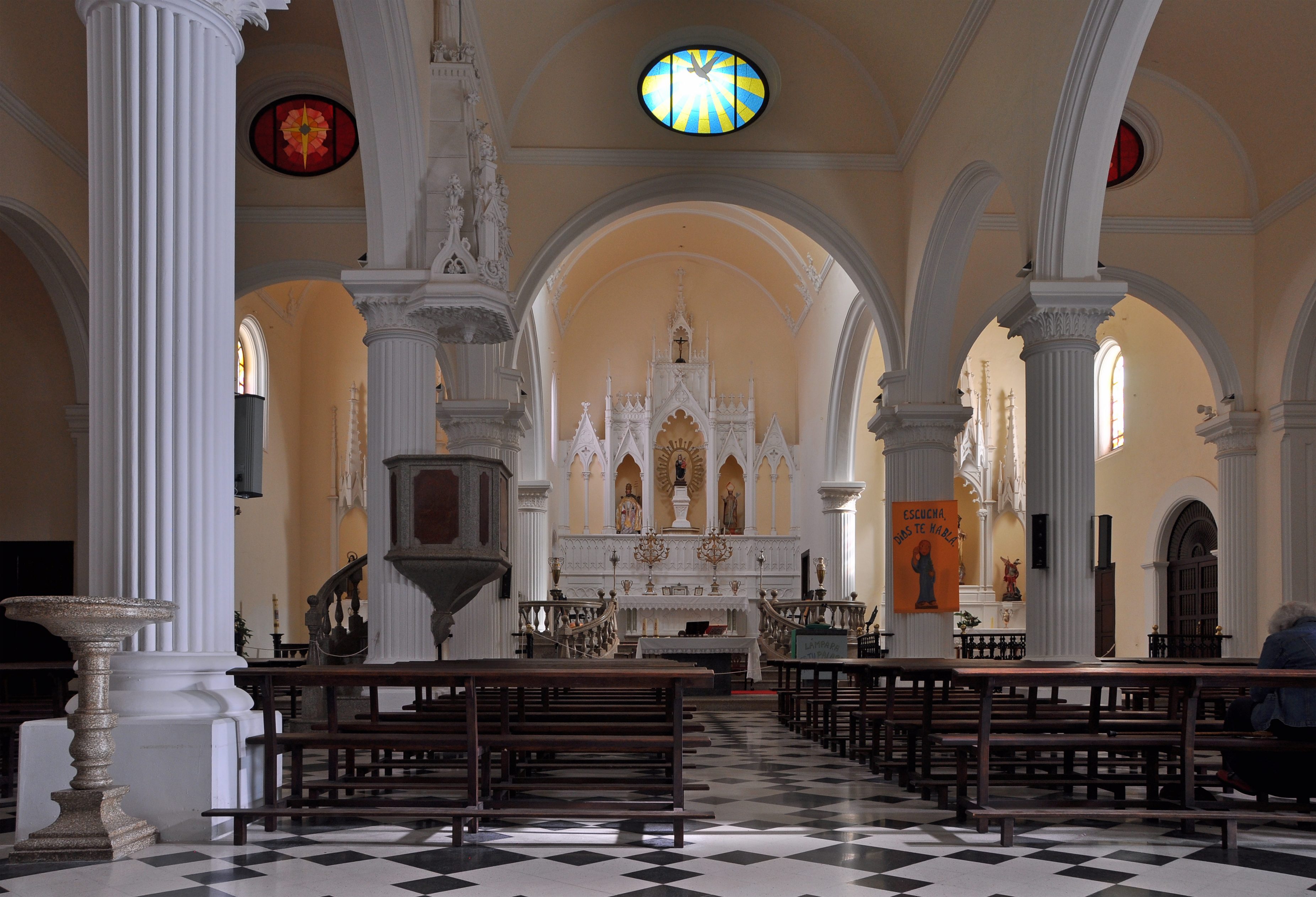
Nave central y altar mayor del templo.

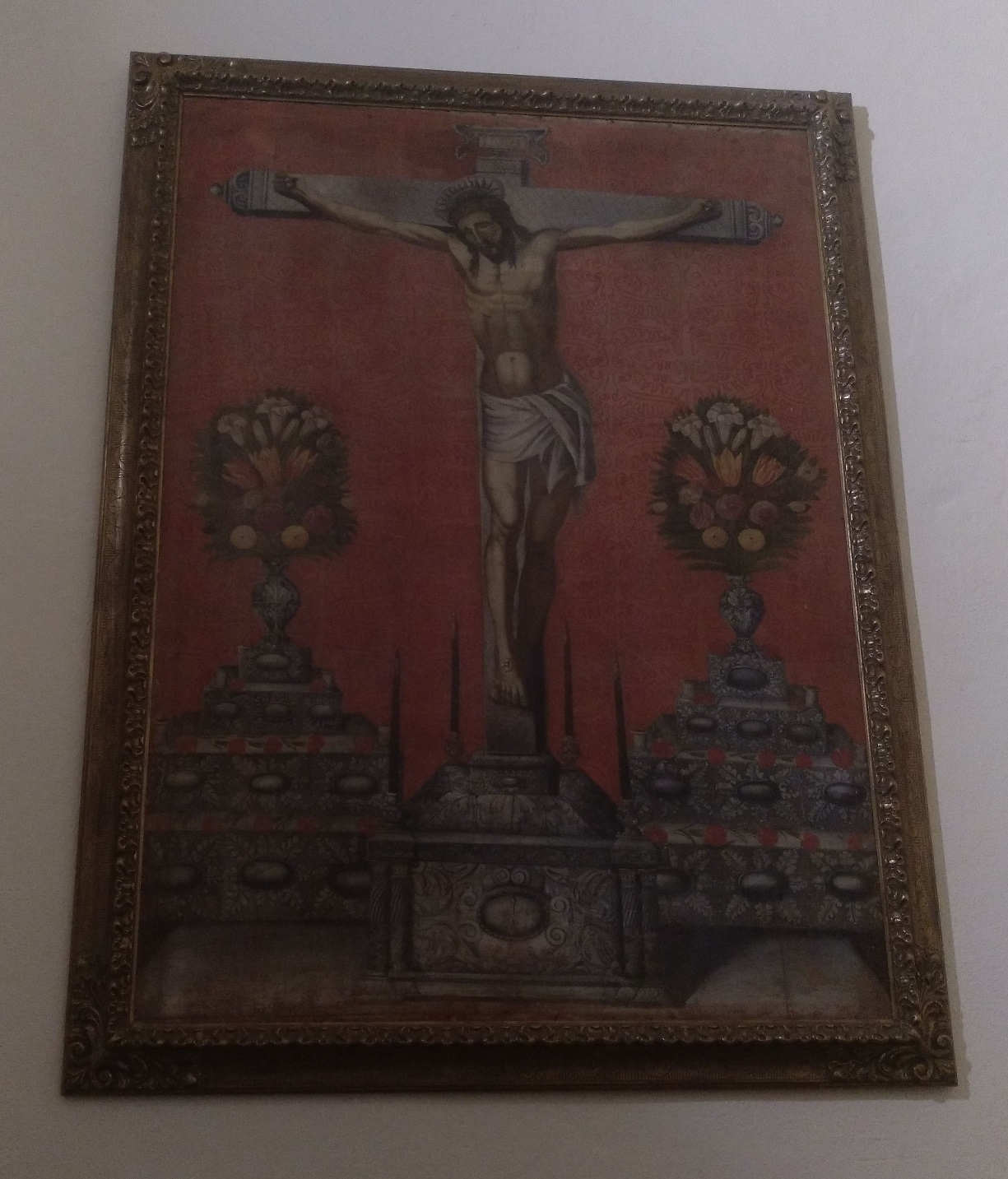
Vera efigie del Cristo de La Laguna.

Fue fundada en la primera mitad del siglo XV, como una sencilla construcción sin ventanas y con asientos de piedra adosados a las paredes. Registra una dilatada historia de saqueos, incendios y destrucciones. Ampliada en el siglo XVIII con tres naves, volvió a ser incendiada en 1909 y nuevamente reconstruida con limosnas del pueblo. 
En 1914 el obispo don Angel Marquina Corrales bendijo el templo. En esta última intervención se le añadió un prisma más a la torre para así convertirla en el edificio más alto de Teguise. El templo tiene el patrimonio eclesiástico más importante de la isla de Lanzarote.
La primitiva imagen de la Virgen de Guadalupe fue llevada a la isla por Diego García de Herrera que heredó de su padre el señorío de las islas conquistadas hasta aquel momento por lo que la imagen se le atribuye a un escultor sevillano del siglo XV. Esta imagen fue robada durante las incursiones piráticas y llevada a Argel, la actual imagen es una copia.

## Características
Se trata de un templo espacioso de tres naves y capillas laterales.
Entre las capillas de la iglesia destacan la capilla del altar mayor donde se encuentran la Virgen de Guadalupe, patrona de Teguise y a los lados San Marcial y San Pedro Apóstol. Otra capilla destacada es la de la Inmaculada Concepción, fundada por Luis de Aday en el siglo XVI, la de San Miguel, la de Santa Ana, la de la Virgen de Candelaria y la capilla de San Pedro cuya imagen fue traída de Garachico en la isla de Tenerife.
La iglesia conserva una de las más bellas representaciones pictóricas del Cristo de La Laguna existentes en Canarias.